# Pál Titkos
Pál Titkos (Kelenvölgy, 8 de gener de 1908 - Budapest, 8 d'octubre de 1988) va ser un destacat futbolista hongarès dels anys 30.
Jugava com a davanter al MTK Hungária FC i a la selecció de futbol d'Hongria, amb la qual disputà 48 partits entre 1929 i 1938, marcant 38 gols.
Va aconseguir disputar la final de la Copa del Món de 1938 que va perdre davant Itàlia malgrat marcar un gol. Un cop retirat fou entrenador del seu club, el MTK.

## Palmarès

### Com a jugador
MTK Hungária FC
- Lliga hongaresa (campió el 1936 i 1937, subcampió el 1931, 1933 i 1940)
- Copa hongaresa (campió el 1932, subcampió el 1935)

Selecció d'Hongria
- Copa del Món (subcampió el 1938)

### Com a entrenador
Selecció d'Egipte
- Copa d'Àfrica de Futbol (1959)